# Дворец комитатского суда (Берегово)
Дворец комитатского суда (укр. Палац комітатського суду; венг. Királyi Törvényház) — трёхэтажное здание, расположенное в Берегово Закарпатской области Украины на площади Кошута. Здание построено в начале XX века. Сейчас в нём располагается Закарпатский венгерский институт.

## История

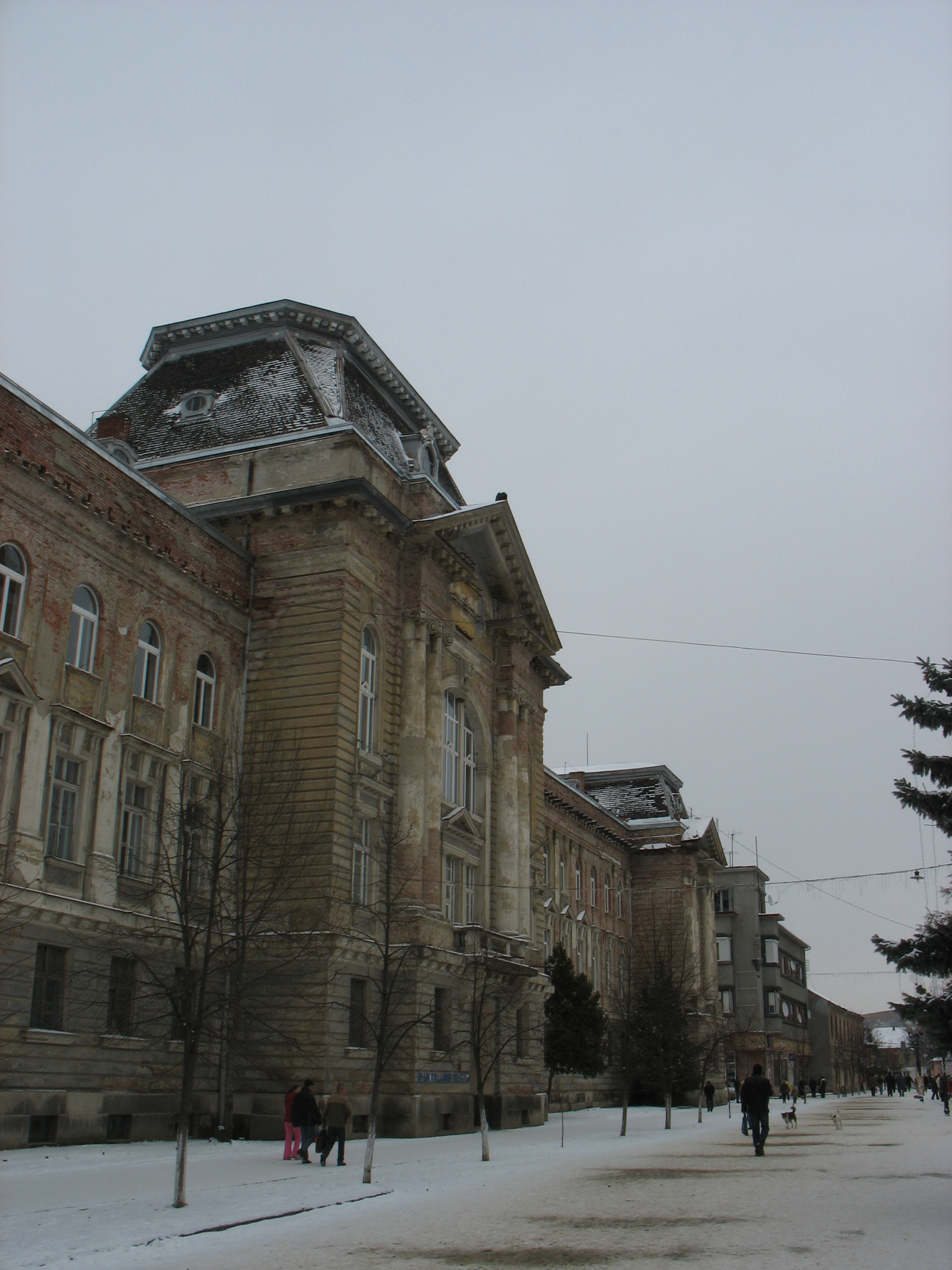
Дворец до реконструкции, 2007 год

Авторами проекта дворца в 1907 году стали Ференц Яблонский и Миклош Ибль. Новое здание предназначалось для нужд Австро-венгерского комитатского (районного) суда. Строительство велось на протяжении следующих двух лет. В задней части здания была расположена тюрьма. После установления советской власти на Закарпатье в годы Второй мировой войны в здании разместилась казарма, а в 1971 году — завод точной механики военно-промышленного комплекса СССР. На фасаде здания был установлен герб СССР, демонтированный после провозглашения независимости Украины.
В начале 1990-х годов в здании размещались ряд административных учреждений и детская библиотека. С 2002 года владельцем дворца является Закарпатский венгерский институт. Реконструкция здания осуществлялась на средства правительства Венгрии и частных спонсоров. В финансировании ремонтных работ участвовали 75 венгерских населённых пунктов и 8 областных советов, а также различные благотворительные организации. На ремонт внутренних помещений здания в течение 2003—2008 годов понадобилось 288 миллионов форинтов. Главным донором ремонтных работ выступал благотворительный фонд имени Опацои.
В 2004 году был завершён ремонт второго этажа здания, где в следующем году расположилась библиотека, ректорат, центр информатики, выставочный зал имени Имре Рейвейса и центр информатики имени Тиводора Пушкаша. На замену кровли здания требовалось 150 тысяч штук керамической черепицы, поэтому институт объявил о предоставлении именного сертификата для каждого спонсора, купившего хотя бы одну черепицу. В 2013 году на здании была установлена мраморная табличка и герб с надписью «Венгерский королевский суд».

## Архитектура
Трёхэтажное здание в стиле необарокко состоит из 95 комнат. Главный фасад здания напоминает Луврский дворец в Париже. Внутри установлены каменные колонны и мраморные лестницы. Общая площадь 5200 квадратных метров.
На стене здания установлена мемориальная доска венгерскому государственному деятелю и революционеру Лайошу Кошуту.

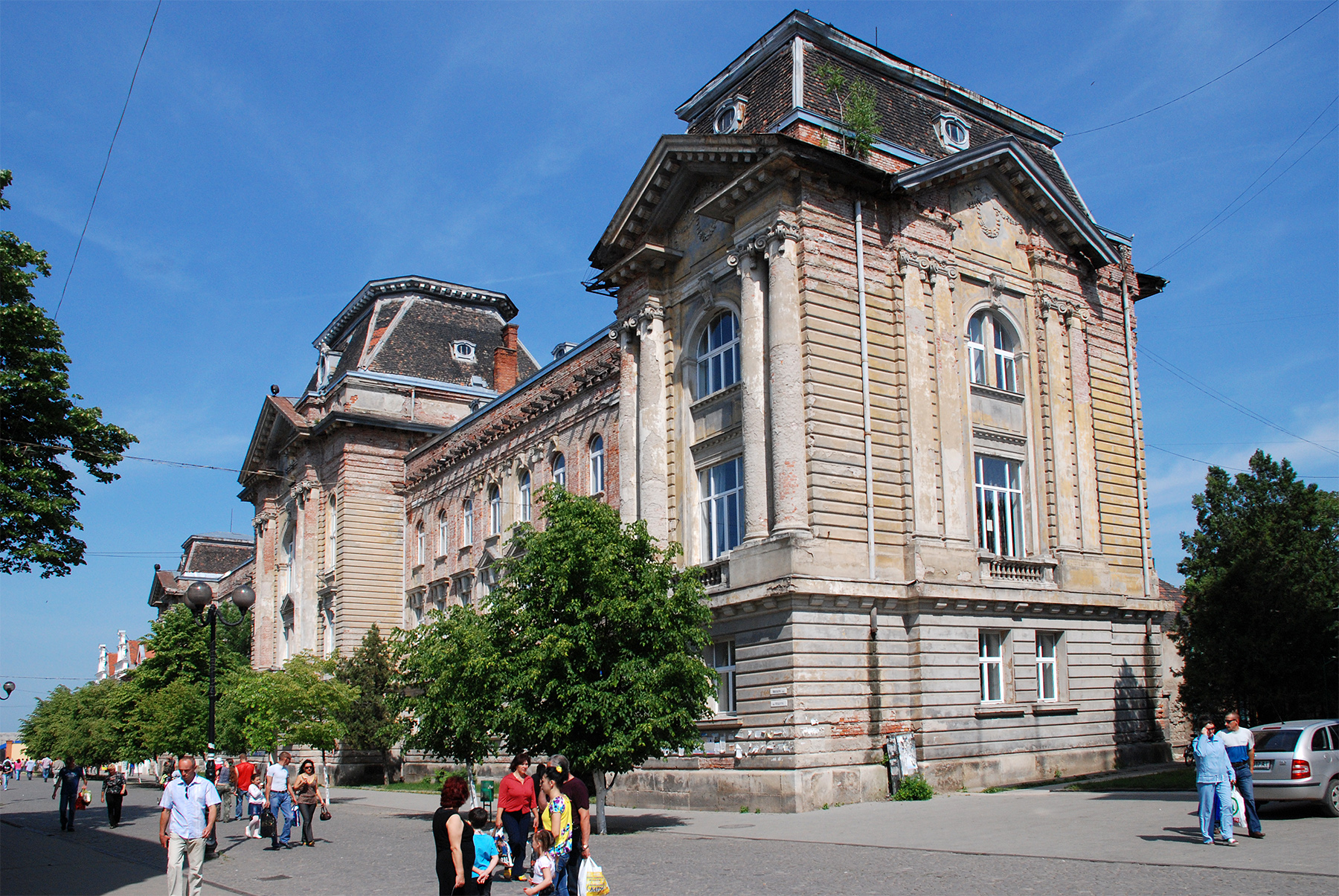
Дворец до реконструкции, 2009 год
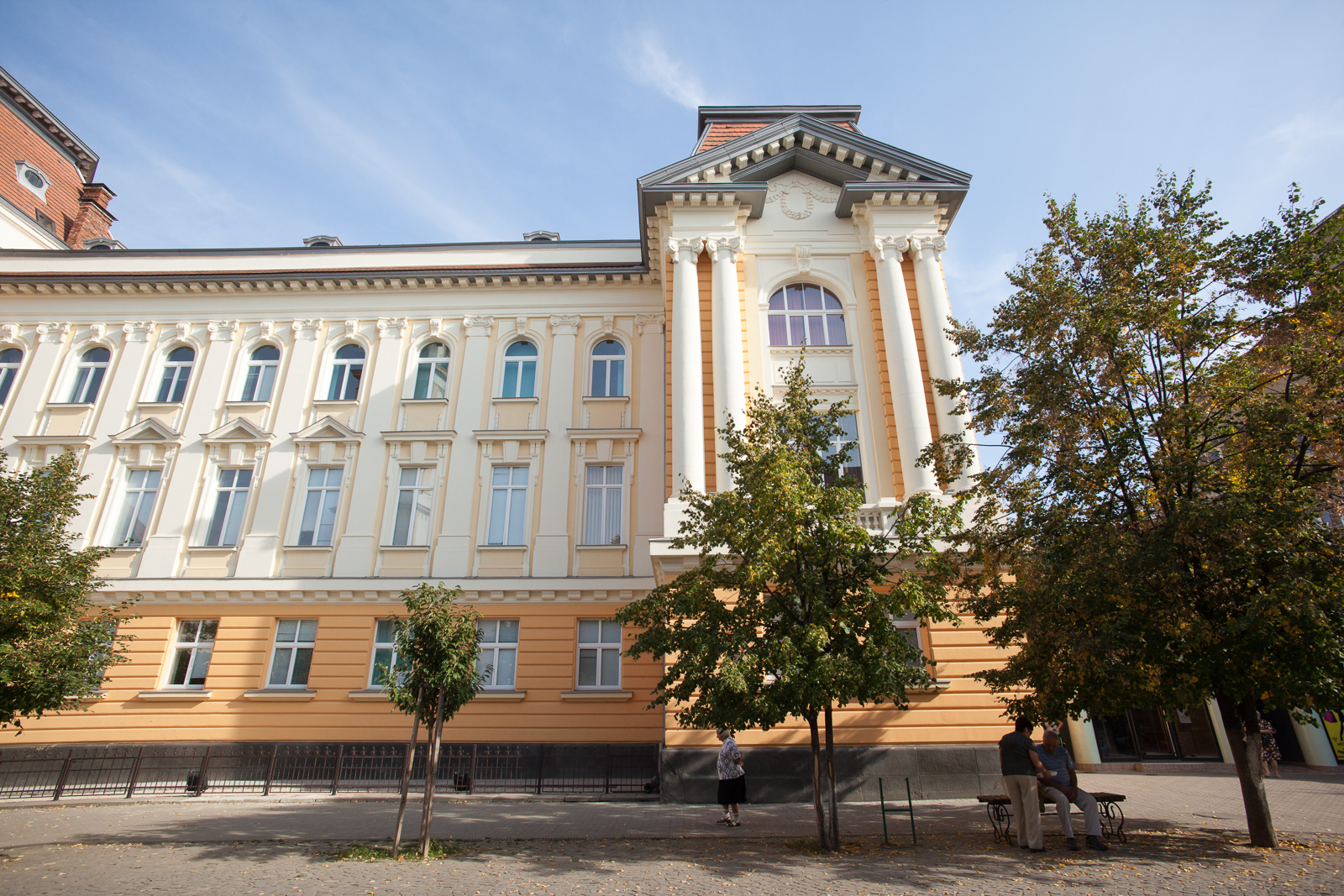
2014 год
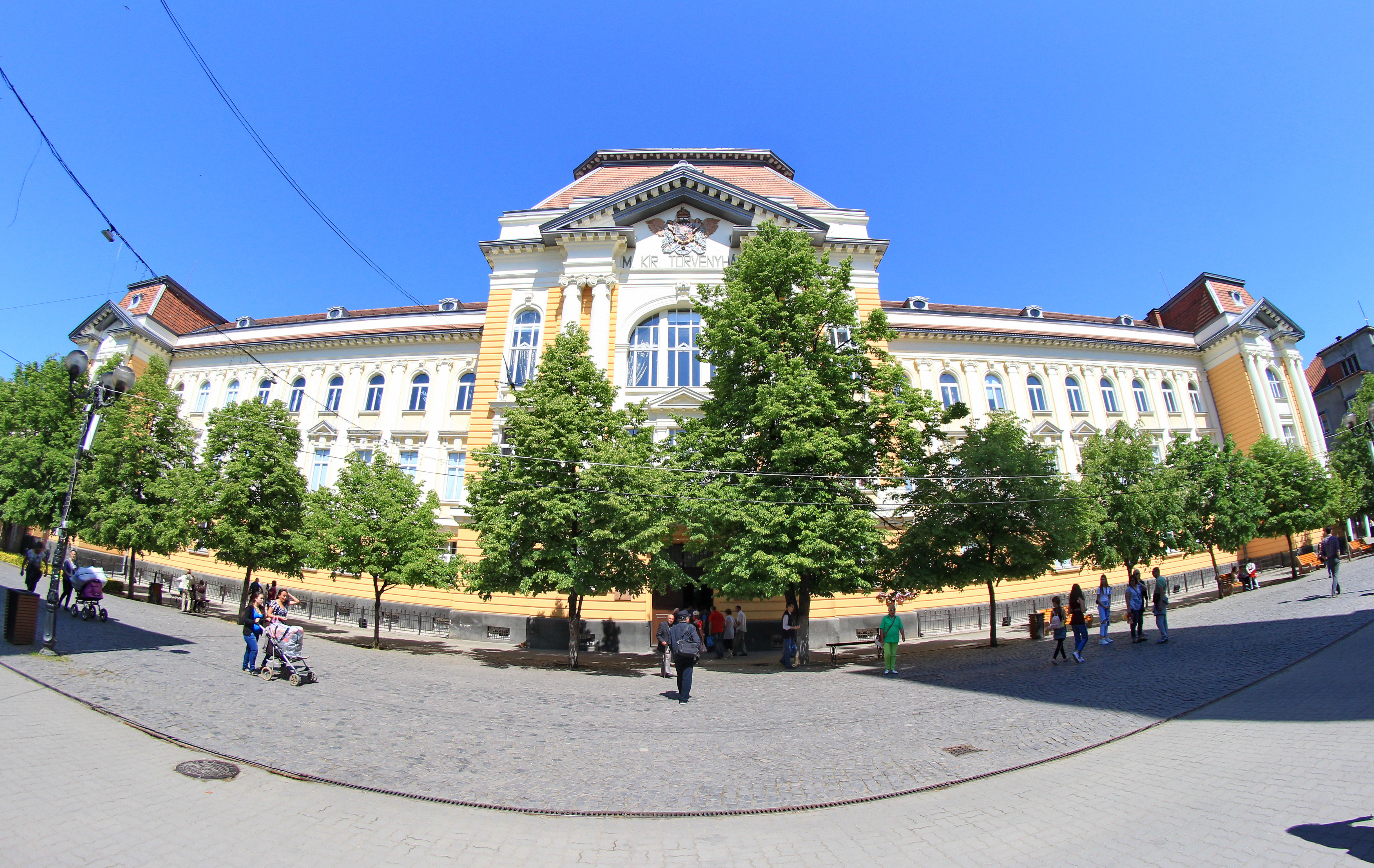
2018 год
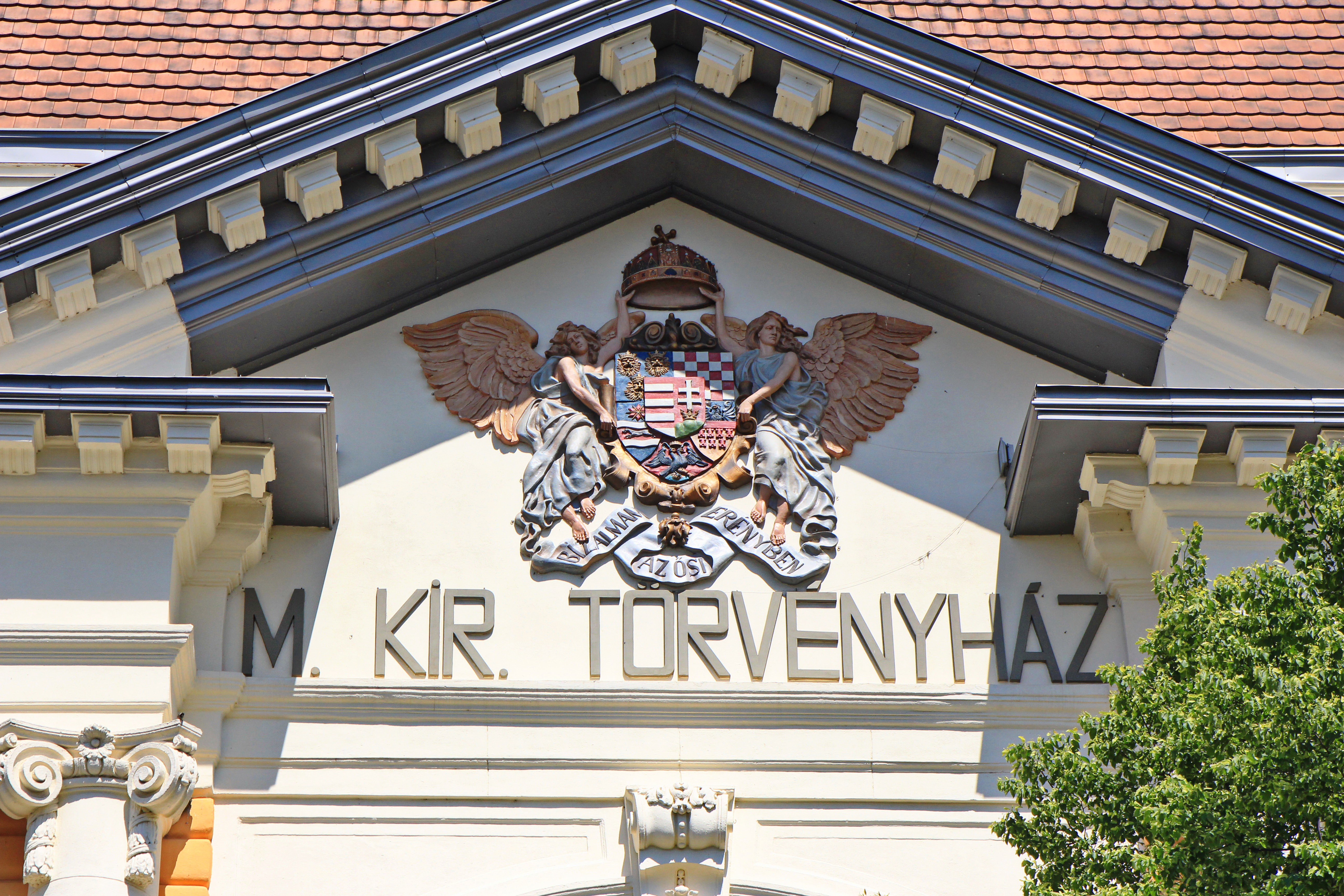
2018 год